# Бела Кацирз
Бела Кацирз (угор. Katzirz Béla, нар. 27 липня 1953, Будапешт) — угорський футболіст, що грав на позиції воротаря. Відомий за виступами в угорському клубі «Печі Мункаш» та португальському клубі «Спортінг», а також у складі національної збірної Угорщини.

## Клубна кар'єра
Бела Кацирз народився в Будапешті, та дебютував у дорослому футболі у 1973 році в команді «Печі Мункаш». З сезону 1976—1977 років став основним воротарем команди, та грав у її складі до 1983 року, провівши загалом 197 матчів чемпіонату країни в складі «Печа».
У 1983 році Кацирз отримав дозвіл на перехід у закордонний клуб, та став гравцем португальського «Спортінга». Проте в лісабонському клубі він був основним воротарем лише в першому сезоні виступів за клуб, коли зіграв 25 матчів у Прімейрі, та став бронзовим призером чемпіонату Португалії. За два наступних сезони він провів лише 5 матчів, та повернувся до свого рідного клубу «Печі Мункаш», проте на футбольне поле вже не виходив, та завершив виступи на футбольних полях.

## Виступи за збірну
Бела Кацирз дебютував у складі національної збірної Угорщини у 1978 році. У складі збірної брав участь у відбіркових матчах до чемпіонату світу 1982 року, та відбіркових турнірах до чемпіонатів Європи 1980 та 1984 років. Знаходився у складі збірної на чемпіонаті світу 1982 року в Іспанії, проте на поле не виходив. Загалом протягом кар'єри у національній команді, яка тривала до 1983 року, провів у її формі 22 матчі, пропустивши 23 голи.